# Gustav Drevs
Gustav Drevs (* 16. April 1907 in Neu Steinbeck, Mecklenburg; † 17. April 1988) war ein deutscher Politiker der CDU.

## Leben und Beruf

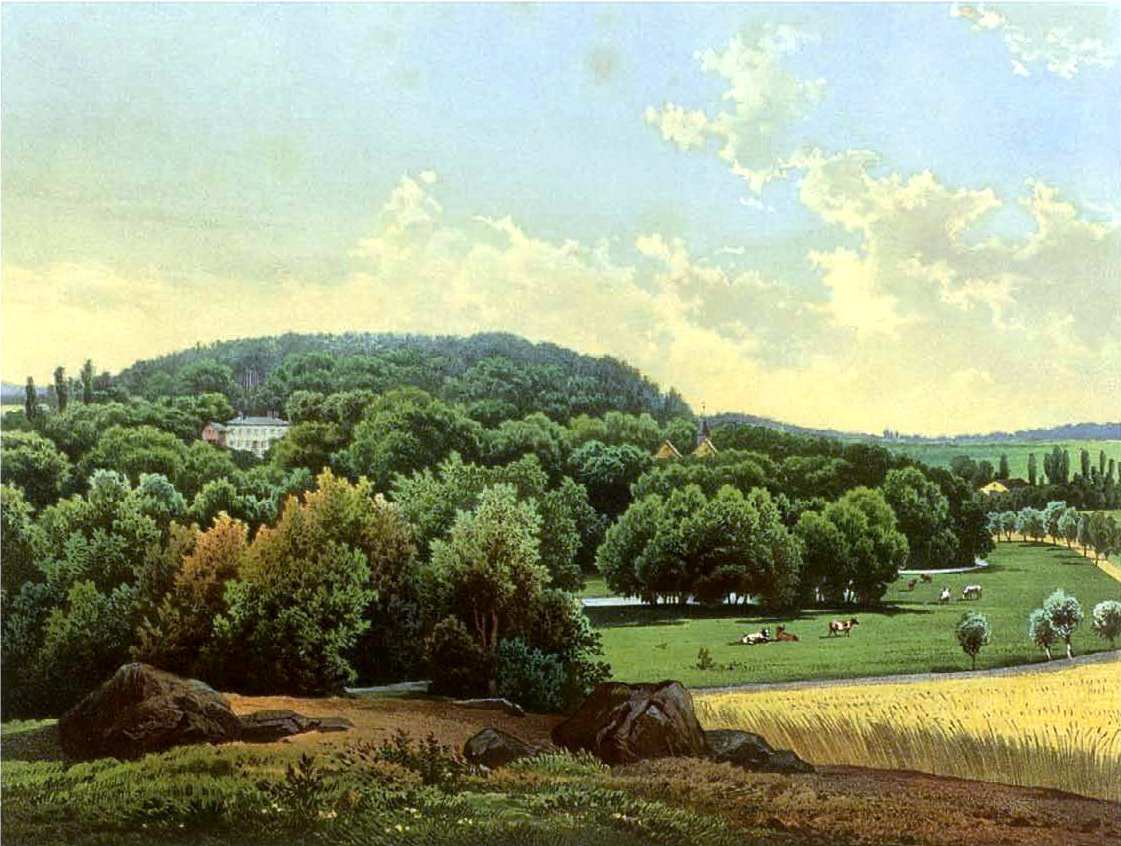
Gut Siedkow um 1860, Sammlung Alexander Duncker

Nach dem Abitur auf der landwirtschaftlichen Oberrealschule studierte der Protestant Drevs, Sohn eines pommerschen Rittergutsbesitzers, an der Universität Leipzig und der Friedrich-Schiller-Universität Jena Landwirtschaft. 1928 wurde er im Corps Saxonia Jena aktiv. Nach zwei Lehrjahren und sechs Jahren Tätigkeit als landwirtschaftlicher Beamter war er unterstützend auf dem väterlichen Gut in Siedkow im Kreis Belgard (Provinz Pommern) tätig, dessen Mitbesitzer er 1944 wurde. Das Kriegsende verbrachte er in französischer Kriegsgefangenschaft. Durch die Flucht und Vertreibung Deutscher aus Mittel- und Osteuropa 1945–1950 konnte er nicht nach Pommern auf das Gut zurückkehren und kam als Heimatvertriebener nach Schleswig-Holstein. Im Kreis Herzogtum Lauenburg war er ab 1961 Kreisvorsitzender des Kuratoriums Unteilbares Deutschland. Drevs war verheiratet und hatte drei Kinder. Sein Sohn Merten Drevs war der erste Staatssekretär im Finanzministerium des Landes Mecklenburg-Vorpommern.

## Politik
Drevs beantragte am 9. Juni 1937 die Aufnahme in die NSDAP und wurde rückwirkend zum 1. Mai desselben Jahres aufgenommen (Mitgliedsnummer 4.865.045). Bereits im Dezember 1933 war er der SA beigetreten. Im Entnazifizierungsverfahren erklärte er, dies getan zu haben, um sich dem Beitritt zur NSDAP entziehen zu können. Danker und Lehmann-Himmel bezeichnen ihn als Angehörigen der traditionellen Elite und charakterisieren ihn in ihrer Studie über das Verhalten und die Einstellungen der Schleswig-Holsteinischen Landtagsabgeordneten und Regierungsmitglieder der Nachkriegszeit in der NS-Zeit als „angepasst-ambivalent“.
Er war nach dem Zweiten Weltkrieg Mitglied der Christlich Demokratischen Union Deutschlands. Seit 1948 gehörte er dem Kreistag im Kreis Herzogtum Lauenburg an. 1950/51 war er auch Mitglied des Kreisausschusses, seit 1951 Kreispräsident. 1956 wurde er Kreisvorsitzender der CDU Schleswig-Holstein in Lauenburg, nachdem er zuvor bereits seit 1951 stellvertretender Kreisvorsitzender gewesen war. Über fünf Legislaturperioden – von 1954 bis 1975 – saß er als Abgeordneter im Schleswig-Holsteinischen Landtag. Dabei vertrat er zunächst den Wahlkreis Lauenburg-Nord und seit 1971 den Wahlkreis Lauenburg-Ost. Vom 13. Dezember 1958 bis zum 3. Dezember 1967 war Drevs Parlamentarischer Vertreter des schleswig-holsteinischen Landesministers für Arbeit, Soziales und Vertriebene und anschließend bis zu seinem Ausscheiden aus dem Parlament Parlamentarischer Vertreter des Landesinnenministers. Er war Ersatzmitglied der Bundesversammlung zur Wahl des deutschen Bundespräsidenten 1964. Von 1967 bis 1969 war er Vorsitzender des Landtagsausschusses für Heimatvertriebene.

## Ehrungen
- Verdienstorden der Bundesrepublik Deutschland, Großes Verdienstkreuz (3. September 1968)
- Ehrenbürger von Ratzeburg
- Bandverleihung des Corps Saxonia Bonn (1985)